# Ommelande

Flagge der Ommelande

Ommelande (deutsch Umland) ist der alte Name für die Gebiete der heutigen niederländischen Provinz Groningen, die außerhalb der Stadt Groningen liegen.

## Zugehörige Gebiete

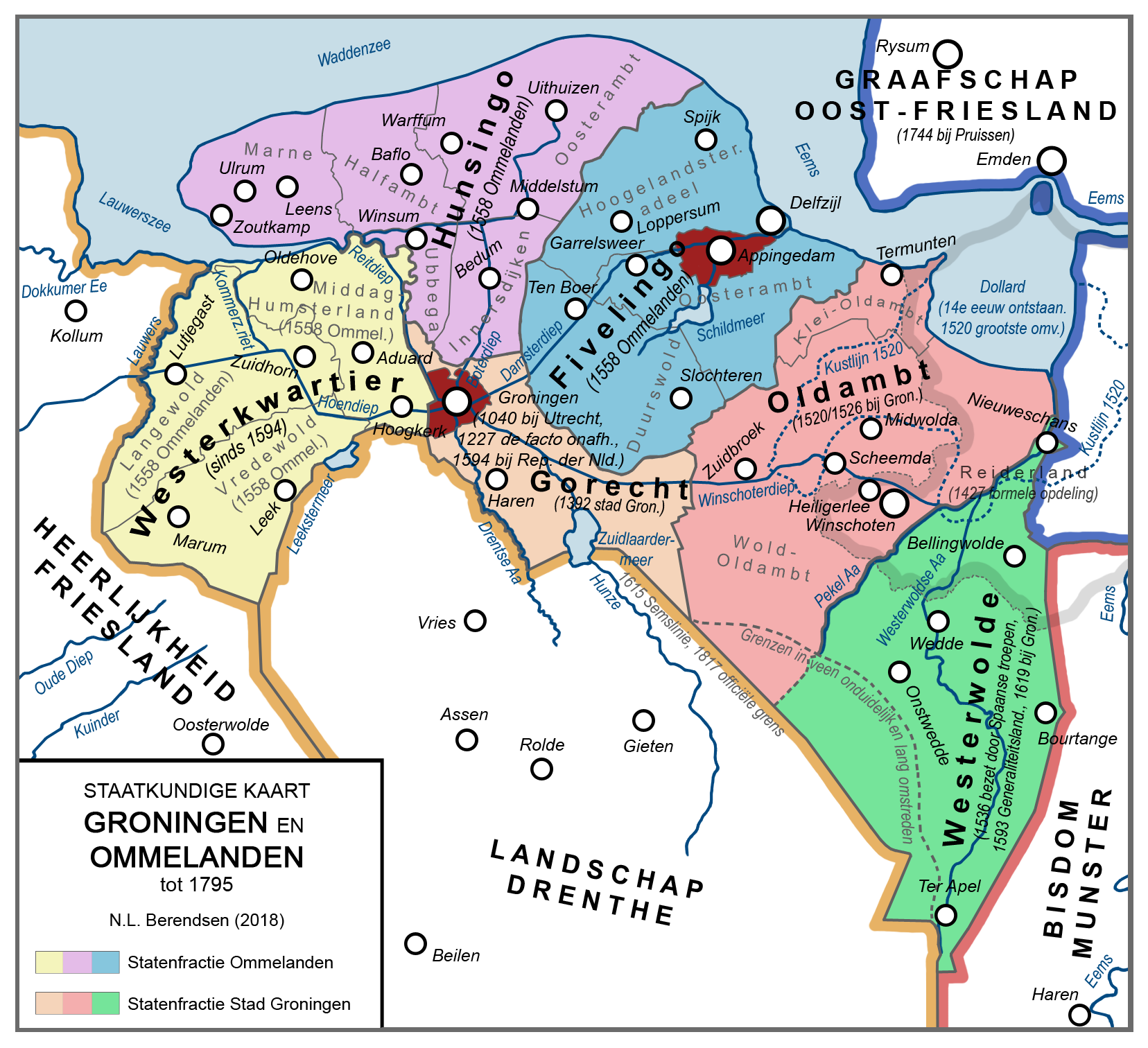
Die „Quartiere“ und Landstriche der Ommelande in der heutigen Provinz Groningen (bis 1795)

Historisch gab es drei Ommelande: die alten friesischen Gaue Hunsingo, Fivelgo und das Westerkwartier. Das Oldambt wird hin und wieder als weiteres, viertes Ommeland angesehen. Die Flagge der Ommelande verweist allerdings nur auf die drei ursprünglichen Ommelande und ihre insgesamt elf Landesviertel. Denn als die Flagge in Gebrauch kam, hatte das Oldambt bereits seine Eigenständigkeit verloren.
Dem Oldambt zugeordnet war seit 1815 als „Reiderland“ der westliche Teil des Rheiderlandes, der 1806 dem Königreich Holland zugeschlagen worden war. Das Rheiderland und die Herrlichkeit Westerwolde waren geschichtlich Landstriche eigenen Rechtes. Dennoch werden auch der niederländische Teil des Rheiderlandes und Westerwolde den Ommelanden im weiteren Sinne zugerechnet.
Das Gorecht (der Bereich der Gerichtsbarkeit der Stadt Groningen und umliegendes Land) wird üblicherweise nicht zu den Ommelanden gerechnet.

## Sprache
Die im Großteil der Ommelande vorherrschende Sprache war im Mittelalter das Ostfriesische. Die Ommelande bezeichneten sich selbst auch als „Lyts Fryslân“ (Klein-Friesland). Auf die friesische Vergangenheit deutet auch die Flagge der Ommelande hin, die ebenso Seeblätter zeigt wie die Flagge der Provinz Friesland. Eine Ausnahme ist Westerwolde, das niemals einen friesischen Charakter hatte. Dort und im Gorecht wurde Niedersächsisch gesprochen.
Heute ist die Volkssprache in den Groninger Ommelanden nicht mehr das Friesische, sondern ein friesisch beeinflusster Niedersächsischer Dialekt (Groninger Platt, „Gronings“, „Grunnens“), der viele Ähnlichkeiten zum Ostfriesischen Platt aufweist. Lediglich im Westerkwartier gibt es noch einige Sprachfriesen.

## Geschichte

### Mittelalter
Die Ommelande waren – und sind teils bis heute – agrarisch geprägt. Wie auch im übrigen Friesland galt in den Ommelanden die Friesische Freiheit. Allerdings hatten der örtliche Adel und die Klöster als große Landbesitzer beträchtlichen wirtschaftlichen und damit auch politischen Einfluss.
Die Städtedichte der Ommelande war im Mittelalter wie auch in der Frühen Neuzeit weit geringer als in den übrigen Vereinigten Provinzen. Das sächsisch geprägte Groningen war selbst per definitionem nicht Teil des Umlandes, sondern beherrschte und bestimmte die Ommelande in vieler Hinsicht: politisch, wirtschaftlich und kulturell. Nennenswerte Städte der Ommelande waren Appingedam, später auch Winschoten und Delfzijl, das dank seines Sielhafens zum Hauptkonkurrenten des benachbarten Appingedam heranwuchs und dieses schließlich überflügelte.

### Frühe Neuzeit und 19. Jahrhundert
Die Ommelande standen immer wieder im Konflikt mit der Stadt Groningen. Denn die Ommelanden hielten den Anspruch des friesischen Wahlspruches Eala Frya Fresena hoch. Als Groningen mächtiger und mächtiger wurde, schlossen sich die Ommelande der Utrechter Union an, um auch dadurch den Einfluss der Stadt einzudämmen. Als aber 1594 auch die Stadt Groningen der Utrechter Union angeschlossen wurde (Reductie van Groningen), war es mit der Unabhängigkeit der Ommelande vorbei. Sie wurden mit Groningen zur Provinz Stad en Lande verbunden.
Nach einigen letzten, kleineren Auseinandersetzungen mit einzelnen Dörfern war die Epoche des Aufbegehrens gegen die Stadt vorbei. Groningen und die Ommelande passten sich einander an. So wurde die ostfriesische Sprache der Ommelande durch das Niedersächsische der Stadt allmählich verdrängt. Allerdings finden sich in diesem „neuen“ Dialekt noch zahlreiche ostfriesische Worte. Im Jahr 1619 kaufte die Stadt Groningen die Herrlichkeit Westerwolde.
Bei der Trockenlegung von Randbereichen des Dollarts wurde auch Teile des Vorlandes des Rheiderlandes eingedeicht. Als Ostfriesland 1806 dem Königreich Holland angegliedert wurde, fiel auch der ostfriesische Teil des Rheiderlandes an das Département Ems-Occidental (Département Groningen). Dies wurde allerdings durch die Beschlüsse des Wiener Kongresses wieder rückgängig gemacht.
Als am 24. August 1815 das Königreich der Vereinigten Niederlande in 17 Provinzen gegliedert wurde, wurde aus der Provinz Stad en Lande die Provinz Groningen. Als administrative Bezeichnung setzte sich „Provinz Groningen“ durch. Als Name des Kulturraumes und als historischer Begriff lebt „Ommelande“ jedoch fort.